# اچ‌دی ۱۵۰۷۰۶
اچ‌دی ۱۵۰۷۰۶ یک ستاره است که در صورت فلکی خرس کوچک قرار دارد.